# Fribourg

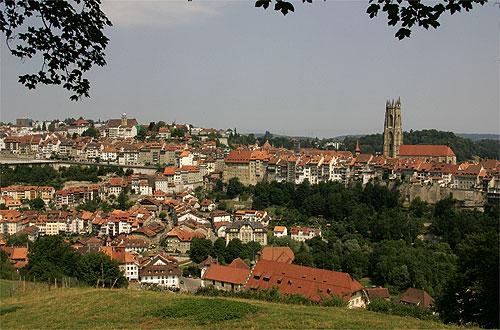
Cảnh Fribourg

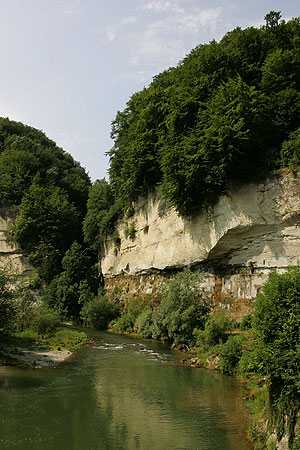
Thung lũng Sarine gần Fribourg

Fribourg (tiếng Pháp), (tiếng Đức: Freiburg hay Freiburg im Üechtland, thường gọi là Fribourg) là thủ phủ của bang Fribourg và huyện Sarine. Thành phố này nằm ở cả hai bên sông Saane/Sarine, trên cao nguyên Thụy Sĩ. Đây là một trung tâm hành chính, kinh tế, giáo dục quan trọng ở biên giới giữa vùng nói tiếng Pháp và tiếng Đức của Thụy Sĩ. Phố cổ của thành phố này nằm ở trên một khu vực đồi đá trên Thung lũng sông Sarine. Thành phố này nằm ở độ cao 581 m trên mực nước biển, có cự ly 28 km về phía tây nam của thủ đô Bern.